# Talía del Val
Talía del Val Velasco (nacida el 20 de noviembre de 1988 en Madrid), conocida como Talía del Val, es una cantante y actriz española. Sus papeles más conocidos han sido en el teatro musical, destacando Cosette en Los Miserables.

## Biografía
Talía comenzó en el mundo de la publicidad en 1995, con 7 años, y solo un año después consiguió su primer papel en la película Alma Gitana, dirigida por Chus Gutiérrez. En 1998, continuó en cine con Nada en la nevera y consiguió su primer papel en televisión en el capítulo piloto de Señor alcalde. Ese mismo año, pasó a presentar el Club Megatrix, programa en el que se mantuvo hasta 2000, para pasar a protagonizar Dime que me quieres, interpretando a la hija de Lydia Bosch.
En 2006, comenzó sus estudios universitarios de Filología, carrera que tuvo que compaginar a partir de 2007 con su primer gran proyecto en teatro musical: High School Musical, en gira como Kelsi Nielsen. Tras finalizar la gira, se unió al reparto de Mamma Mia!, en gira como la cover de Sophie Sheridan, estando así de 2008 a 2009. El último año de Mamma Mia! también coincidió con una participación en la primera temporada de 18, la serie.
Un año más tarde, Talía consiguió un papel en Los miserables interpretando a Cosette en las producciones de Madrid y Barcelona de hasta 2012. Su actuación fue recompensada con una nominación a los Premios del Teatro Musical 2011.
Tras finalizar Los Miserables, entró al musical de La Bella y la Bestia, en gira como Bella, siendo este su primer papel protagonista, por el que obtuvo tres nominaciones en diferentes premios de los musicales. Mientras Bella y Bestia seguía recorriendo la geografía española, Stage Entertainment anunció que Los Miserables tendría su propia gira a partir de septiembre de 2013 y que contaría con gran parte del reparto original de la primera producción del 25 Aniversario, incluyendo a Talía. Así, en cuanto acabó la gira como Bella, comenzó otra como Cosette, que se mantuvo hasta diciembre de 2014. 
Aunque las funciones acabaron en enero de 2015, Talía abandonó antes para centrarse en un nuevo proyecto: Lady Be Good, una producción americana que estuvo en la cartelera del Teatro de la Zarzuela de Madrid desde finales de enero, hasta finales de febrero de ese mismo año.
Tras finalizar esta producción, comenzó a estudiar dirección artística con Antonio Malonda, alejándose de las tablas hasta agosto, donde se unió al Fantasma de la Ópera, en concierto sinfónico interpretando a su protagonista, Christine Daae, en el Teatro Compac. De nuevo abandonó para unirse a la nueva gira de Mamma Mia! en octubre, donde se mantiene hasta la fecha.
En la temporada 2017-2018 protagonizó junto a Adrián Salzedo 'El médico, el musical' en su gira de presentación sinfónica. A finales de la misma se unió al reparto de West Side Story donde interpretará a María.
Tiene pendiente el rodaje de Las Invasoras con Angy, donde interpretarán a una pareja de lesbianas en la España de los años 50.
Interpretó a María en el musical West Side Story de Madrid junto con Javier Ariano.
Actualmente estudia Dirección escénica en la Real Escuela Superior de Arte Dramático , donde ha participado en múltiples montaje. Próximamente estrenará El fantasma de la ópera, (musical).

## Filmografía

### Teatro
| Año            | Título                                | Personaje       | Notas  |
| -------------- | ------------------------------------- | --------------- | ------ |
| 2007           | High School Musical                   | Kelsi Nielsen   | Gira   |
| 2008           | High School Musical                   | Kelsi Nielsen   | --     |
| 2008           | Mamma Mia!                            | Cover de Sophie | Gira   |
| 2009           | Mamma Mia!                            | Cover de Sophie | --     |
| 2010           | Los Miserables                        | Cosette         | Madrid |
| 2011           | Los Miserables                        | Cosette         | Madrid |
| Barcelona      | Los Miserables                        | Cosette         |        |
| 2012           | Los Miserables                        | Cosette         |        |
| Bella y Bestia | Bella                                 | Gira            |        |
| Bella y Bestia | Bella                                 | 2013            | --     |
| Los Miserables | Cosette                               | 2013            | Gira   |
| Los Miserables | Cosette                               | 2014            | --     |
| 2015           | Lady Be Good                          | Shirley Vernon  | Madrid |
| 2015           | El fantasma de la ópera, en concierto | Christine Daae  | Madrid |
| 2015           | Mamma Mia!                            | Cover de Sophie | Gira   |
| 2016           | Mamma Mia!                            | Cover de Sophie |        |
| 2018           | West Side Story                       | María           | Gira   |

|-
|2023
|El fantasma de la ópera (musical)
|Protagonista.
|Madrid 
|}

### Televisión
| Año  | Título              | Personaje |
| ---- | ------------------- | --------- |
| 1998 | Señor Alcalde       | Niña      |
| 2000 | ¡Ala... Dina!       | Lorena    |
| 2001 | Dime que me quieres | Laura     |
| 2009 | 18, la serie        | Chica     |
| 2011 | BuenAgente          | Chica     |

### Cine
- Alma Gitana (1996)
- Nada en la nevera (1998) - Carlota niña
- Las flores timbradas (2006) - Corto. Gloria

### Otros
- Club Megatrix (1998-2000) Presentadora.
- El Gran Día de los Feos (2013) - Webserie. Vicky

## Discografía
| Año  | Trabajo                                              | Tipo                 |
| ---- | ---------------------------------------------------- | -------------------- |
| 2008 | High School Musical On Stage - El musical en español | Grabación de estudio |
| 2010 | Los Miserables. Más que un musical, una leyenda      | Grabación en directo |

## Premios
| Año  | Premiación                  | Categoría               | Producción                     | Resultado |
| ---- | --------------------------- | ----------------------- | ------------------------------ | --------- |
| 2011 | Premios del Teatro Musical  | Mejor Actriz de Reparto | Los miserables (musical)       | Nominada  |
| 2011 | Premios Broadwayworld Spain | Mejor Actriz de Reparto | Los miserables (musical)       | Nominada  |
| 2012 | Premios Broadwayworld Spain | Mejor Actriz Principal  | La bella y la bestia (musical) | Nominada  |
| 2013 | Premios Broadwayworld Spain | Mejor Actriz Principal  | La bella y la bestia (musical) | Nominada  |
| 2013 | Premios del Teatro Musical  | Mejor Actriz Principal  | La bella y la bestia (musical) | Nominada  |
| 2015 | Premios Broadwayworld Spain | Mejor Actriz de Reparto | Lady Be Good                   | Nominada  |

- Datos: Q27786538